# Nožaj-Jurt (okres)
Okres Nožaj-Jurt (čečensky Нажи-Йуьртан кӀошт, rusky Ножай-Юртовский район) se nachází ve východní části Čečenské autonomní republiky Ruské federace při hranici s Dagestánem. Území okresu, jehož správním centrem je obec Nožaj-Jurt, má rozlohu 659,93 km².

## Historie
V roce 1944 byl okres přejmenován na Andalalský rajón (rusky Андалалский район) a přičleněn k Dagestánské autonomní sovětské socialistické republice. Roku 1957 byl vrácen zpět do Čečensko-Ingušské ASSR pod původním názvem.